# Andinolucanus inesae
Andinolucanus inesae es una especie de coleóptero de la familia Lucanidae.

## Distribución geográfica
Habita en Perú.